# Zehdenick (Schiff, 1882)
Die Zehdenick war ein deutsches Frachtschiff.

## Geschichte

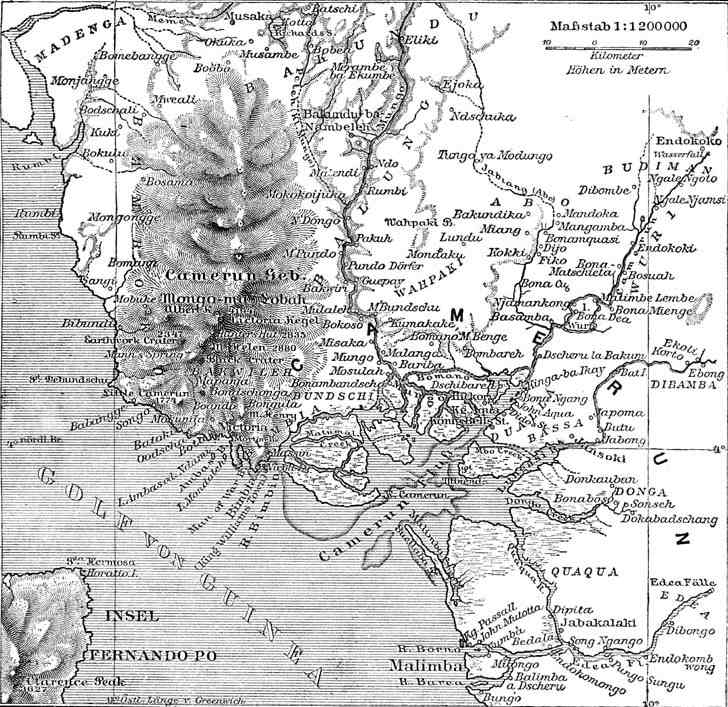
Kamerunästuar mit Quaqua (unten rechts), Karte von 1888

Die Zehdenick wurde 1882 in Holland gebaut. Benannt war sie nach der Stadt Zehdenick in Brandenburg. Seit 1890 gehörte sie der Woermann-Linie.
Die Zehdenick fuhr einen gemischten Fracht- und Personenverkehr von Berlin nach Oranienburg, Zehdenick, Liebenwalde und Templin. Im Herbst 1890 erwarb die Firma Carl Woermann die Zehdenick, die sie von Hamburg aus mit Fracht beladen im Schlepp eines Überseedampfers nach Kamerun brachte. 
Im November 1891 nahm die Polizeitruppe Kamerun das Schiff in Charter für eine militärische Expedition. Während dieser Unternehmung strandete die Zehdenick in der Nacht vom 28. auf den 29. November 1891 bei Quaqua an der Küste der deutschen Kolonie Kamerun. Das Schiff fuhr auf eine Sandbank, schlug leck und endete als Totalverlust. Die Expeditionsmitglieder und -ausrüstung wurden von der Soden sowie vier Kanus übernommen und nach Edea gebracht.